# Можгинский педагогический колледж

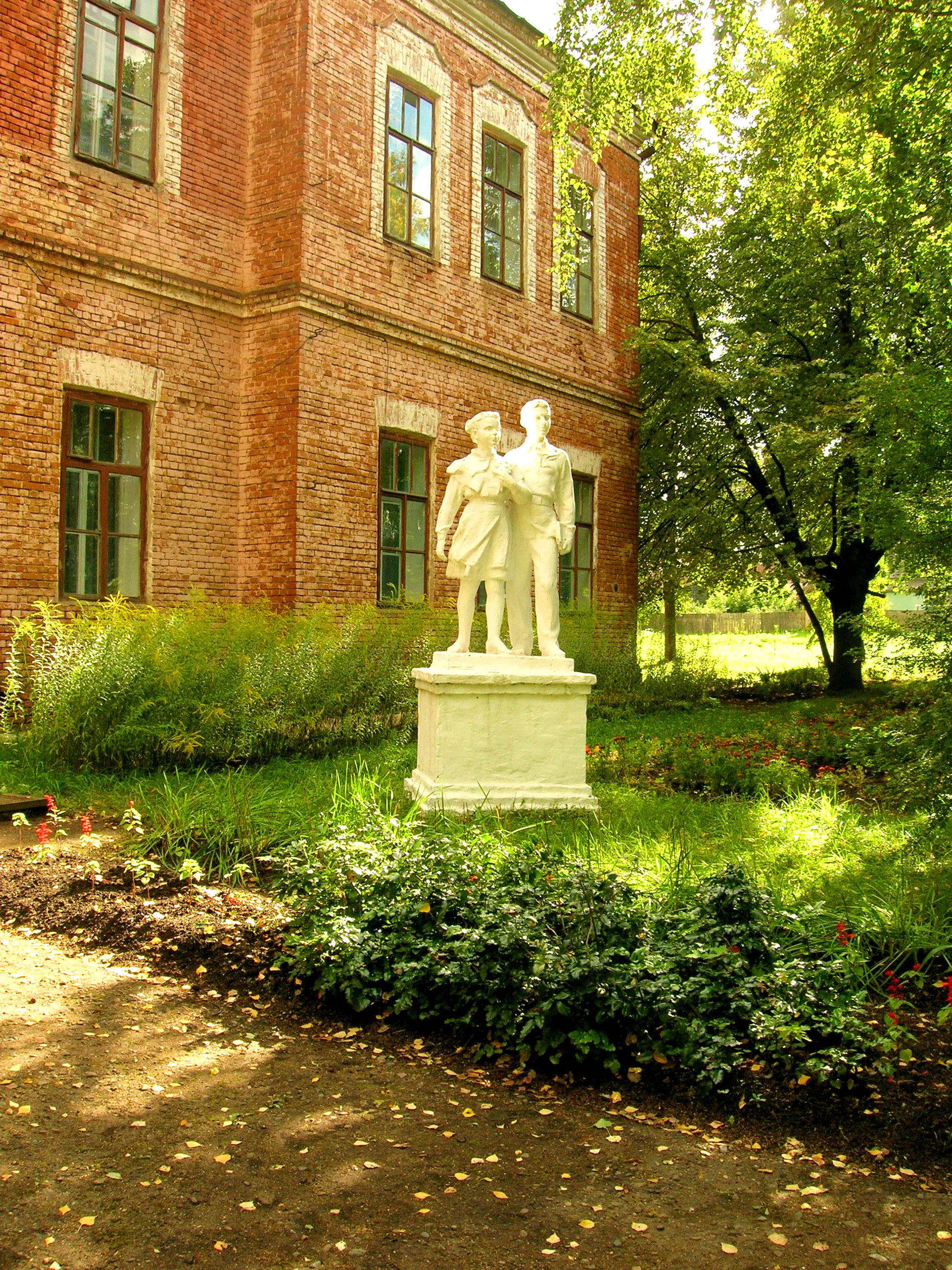
Скульптура у здания

Можгинский педагогический колледж имени Т. К. Борисова — государственное образовательное учреждение среднего профессионального образования по подготовке педагогических кадров. Расположено в городе Можга.

## История
Учебное заведение основано в ноябре 1918 года в Елабуге как Елабужская вотская учительская семинария, директор Т. К. Борисов. В 1921 году семинария переименована в педагогические курсы, в июне 1922 года состоялся первый выпуск учителей в количестве 15 человек. В сентябре 1922 года курсы были переведены из Елабуги в Можгу и преобразованы в Можгинский педагогический техникум. Директором педтехникума был назначен Я. И. Ильин, который основал литературный кружок работавший при педтехникуме в 1922—1926 годах.
За 1922—1928 годы техникумом сделаны три выпуска, было подготовлено 53 учителя. В 1929 году техникум переведён в новое, специально для него построенное здание, в котором располагается и в настоящее время. В 1937 году техникум был преобразован в Можгинское педагогическое училище.
В годы Великой Отечественной войны многие преподаватели и выпускники-учителя ушли на фронт. При этом, работа оставшихся преподавателей училища была только усилена — нехватка педагогических кадров в стране потребовала открытия заочного отделения и краткосрочных курсов по подготовке учителей. Занятия велись в две-три смены в помещениях школы № 4 и в «Доме колхозника» города Можги, а здание педучилища было передано под размещение 2-го Московского пулемётного училища. На фронте погибли 6 преподавателей и более 50 выпускников педучилища. Выпускнику 1938 года Г. П. Евдокимову, ставшему военным лётчиком, в 1945 году присвоено звание Героя Советского Союза.
В 1947 году при педучилище открыто пионерское отделение, а в 60-70-х годах в училище работал пионерский театр «Искорка», идея создать который пришла заведующей пионерским отделением Дударевой Л. В. после семинара во Всесоюзном пионерском лагере «Орлёнок». В 1950—1960 годы увеличилось число учебных групп, число учащихся достигло 760.
В 1999 году педучилище переименовано в Можгинский педагогический колледж, а в 2003 году заведению присвоено имя его первого директора Т. К. Борисова.
По данным 2008 года, в колледже обучалось около 500 студентов, работали 60 преподавателей.
В 2013 году в колледже учились 351 студента, выпуск составил 93 специалиста. В 2013 году поступило 119 абитуриентов.
По состоянию на 2017 год, историческое здание колледжа требовало ремонта.

## Сотрудники
С 1933 по 1937 год в училище работала Вера Толстая. С 1958 года удмуртский язык и литературу преподавал в училище его выпускник — поэт и публицист Григорий Данилов.
В 1918—1919 годах директором работал Т. К. Борисов, в 1969—1973 и в 1976—1995 годах — И. М. Шаврин, с 1995 года — Н. А. Пискунов.